# فرانسه در المپیک تابستانی ۱۹۶۴
فرانسه در بازی‌های المپیک تابستانی ۱۹۶۴ که در شهر توکیو ژاپن برگزار شد، کاروان فرانسه با ۱۳۸ ورزشکار در این رقابت‌ها شرکت کرد و موفق به کسب ۱۵ مدال (۱ طلا، ۸ نقره، ۶ برنز) شد. در جدول رتبه‌بندی توزیع مدال‌ها، فرانسه در ردهٔ ۲۱ مسابقات قرار گرفت.